# 植村家教
植村 家教（うえむら いえのり）は、大和高取藩の第10代藩主。
天明7年（1787年）5月3日、第9代藩主・植村家長の三男として高取で生まれる。兄の成松と熊二郎が早世したために世子に指名され、文政11年（1828年）の父の死去により家督を継いだ。嘉永元年（1848年）5月、弟の家貴に家督を譲って隠居する。
万延元年（1860年）9月13日に死去した。享年75。